# Le Vernet (concentratiekamp)

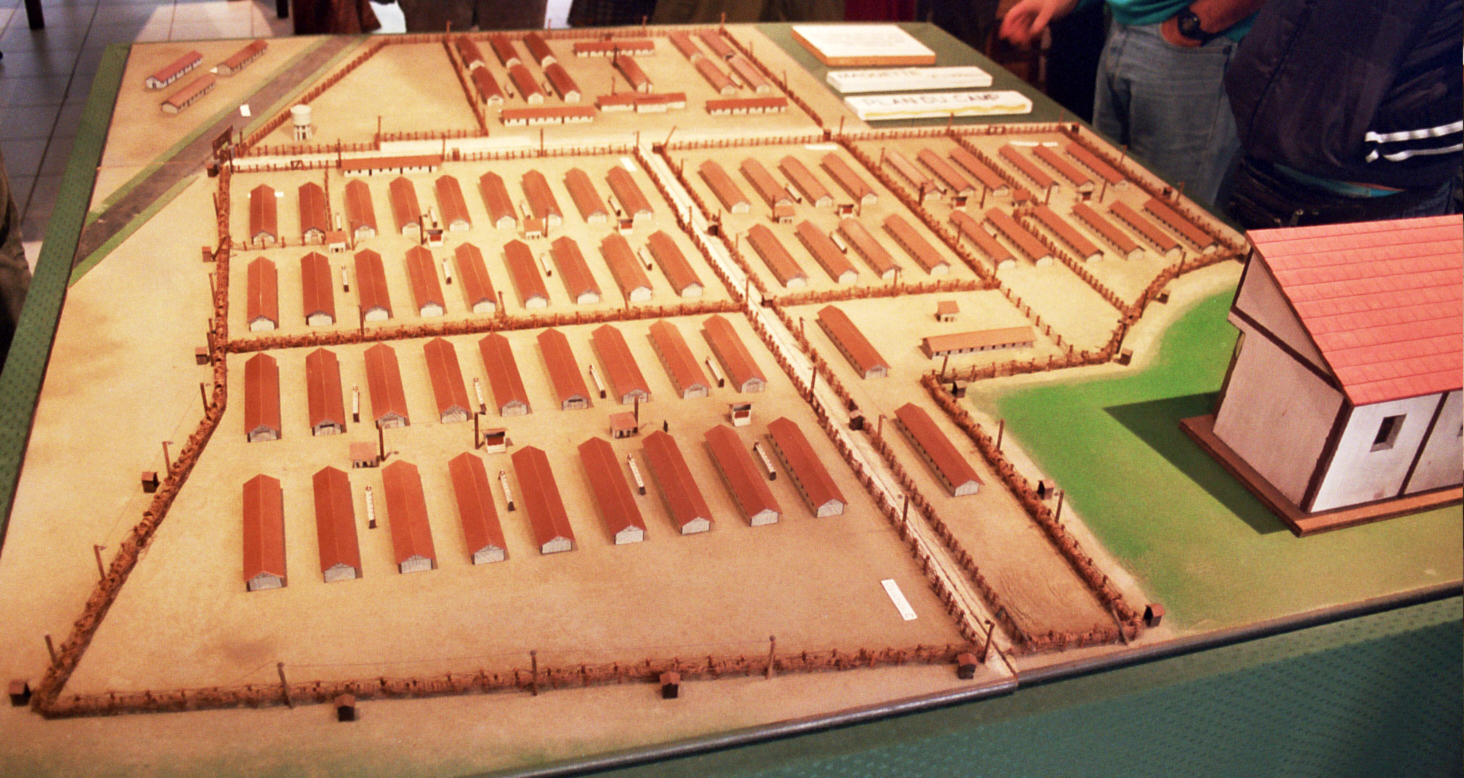
Maquette van Kamp Le Vernet

Concentratiekamp Le Vernet, ook wel Kamp Vernet genoemd, was een concentratiekamp op de grens van de gemeenten Saverdun en Le Vernet in de Franse Pyreneeën. Het kamp deed in de Tweede Wereldoorlog dienst als concentratiekamp van nazi-Duitsland.

## Geschiedenis

### Voor de Tweede Wereldoorlog
Het kamp werd al in 1918 gebouwd om Franse troepen te huisvesten die hadden gestreden in de Eerste Wereldoorlog, met name koloniale troepen uit Senegal. Maar al gauw werd het kamp gebruikt om Duitse en Oostenrijkse soldaten gevangen te houden.
Tussen de twee wereldoorlogen in, deed het kamp dienst als een militair depot. Aan het eind van de Spaanse Burgeroorlog in 1939, kreeg Kamp Le Vernet een andere functie. Het deed dienst als een opvangkamp voor gevluchte Republikeinen, die werden nagezeten door het leger onder leiding van de nieuwe Spaanse dictator Francisco Franco. Het kamp zat op dat moment vol met soldaten van de Republikeinse Durriti Divisie.

### Tweede Wereldoorlog
Na het uitbreken van de Tweede Wereldoorlog werd de rol van het kamp uitgebreid. Het werd vooral gebruikt om "ongewenste" buitenlanders in gevangen te houden. Ook Belgen die met de zogenaamde spooktreinen waren weggevoerd in mei 1940, werden opgesloten in Le Vernet. Na de val van Frankrijk op 25 juni 1940 kwam het kamp onder leiding te staan van de pro-nazistaat Vichy-Frankrijk, die het kamp vooral gebruikte als plaats om alle verdachte en gevaarlijke buitenlanders gevangen te houden.
Vanaf 1942 werd kamp Le Vernet gebruikt als concentratie- en doorvoerkamp van Joden. In juni 1944 werden de laatste gevangenen per trein gedeporteerd naar het concentratiekamp in Dachau.
In totaal werden er ongeveer 40.000 personen van 58 nationaliteiten gevangen gehouden in het concentratiekamp Le Vernet.

### Bekende gevangenen
- Max Aub, Spaanse schrijver
- Erwin Blumenfeld, Duits-Amerikaans fotograaf
- Hermann Axen, Duits communist
- Léon Degrelle, Belgisch leider van de Rexisten
- Lion Feuchtwanger, Duits schrijver
- Arthur Koestler, Hongaars schrijver
- Paul Merker, Duits communist
- Leo Valiani, Italiaanse communist

## Heden

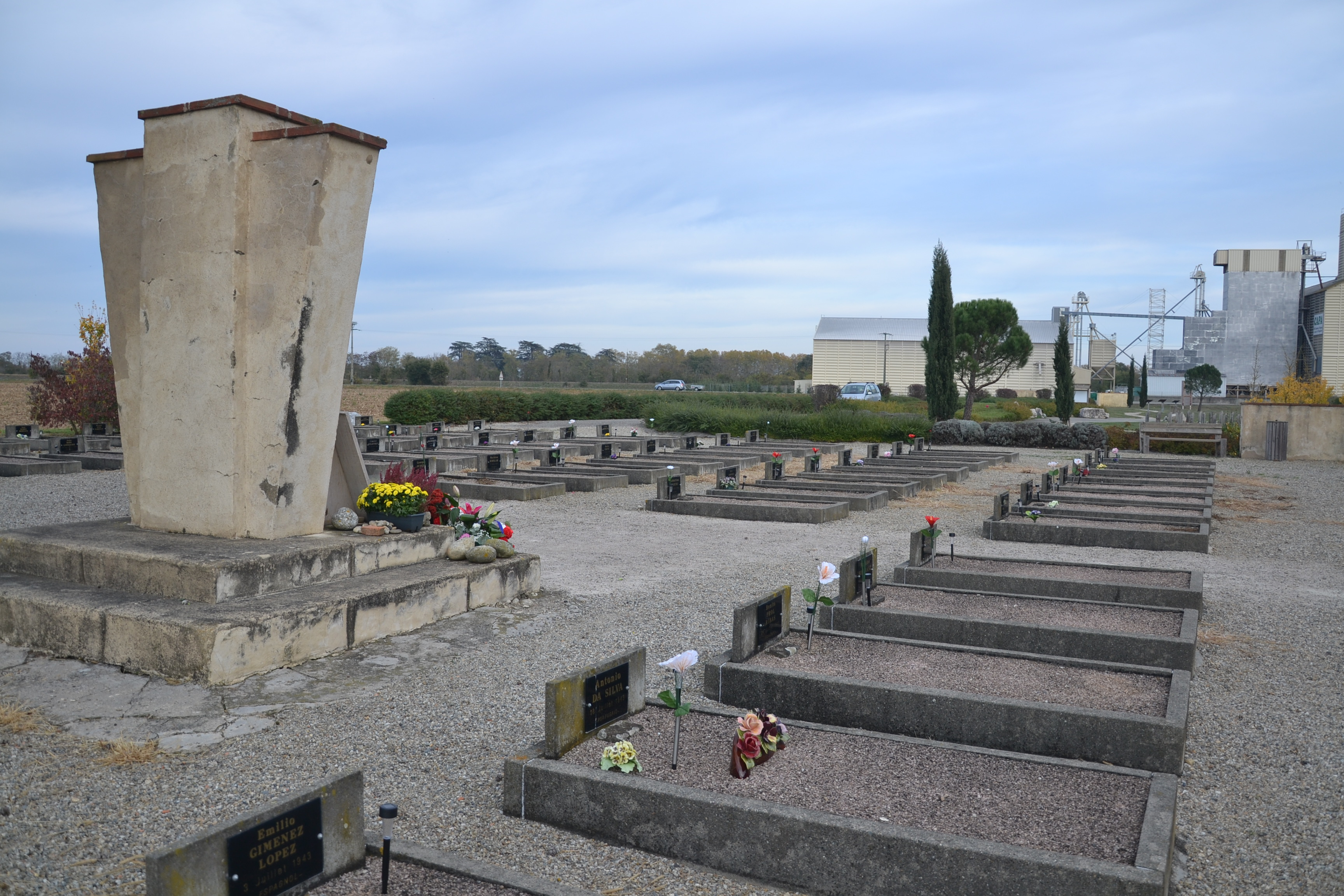
De begraafplaats van het kamp

De barakken waar de gevangenen in hebben gezeten bestaan niet meer, alleen de begraafplaats is nog op de kamplocatie te vinden. Ook het stationsgebouw staat nog altijd overeind. Dit is te vinden naast de nationale weg RN20 ten noorden van Pamiers.
Een wagon voor het stationshuis herdenkt de gevangenen die werden gedeporteerd naar vernietigingskampen. Binnenin de wagon bevindt zich een plaque ter nagedachtenis aan 45 Joodse kinderen die werden gedeporteerd naar Auschwitz op 1 september 1942.
In een buurdorp van Le Vernet is een museum gevestigd over het kamp en deze periode in de geschiedenis van Ariège.